# Sayak Valencia
Margarita Valencia Triana, également connue sous le nom de Sayak Valencia, est une activiste et chercheuse transféministe décoloniale mexicaine née en 1980 à Tijuana. Elle est aussi poètesse, philosophe, essayiste et performeuse. Elle enseigne au département de Cultural Studies du Colegio de la Frontera Norte au Mexique.
Elle est à l'origine du concept de « capitalismo gore » ou  « capitalisme sanglant » en français.

## Biographie

### Études
Margarita Valencia Triana est docteure en philosophie, en théorie et critique féministe à l'Université complutense de Madrid.

### Activisme
En tant que militante, Margarita Valencia Triana a cofondé en 2002 « La Línea », un groupe féministe interdisciplinaire dédié à la théorie, à l'écriture, à la production audiovisuelle et éditoriale, ainsi qu'à des actions dans les espaces publics basées sur la performance. Sur cette base, elle a aussi réalisé un travail d'analyse du club de football, le binational, basé sur l'expérience de la frontière Tijuana-San Diego, ainsi que sur la relation entre Madrid et New York.
Avec d'autres militantes, elle a promu le « Manifeste pour l'insurrection transféministe », dont l'intérêt se concentre sur la lutte « des gouines, des putes, des personnes trans, des immigrés, des femmes noires, des hétérodissidents » et sur l'élimination des stéréotypes de genre.

## Travail théorique

### Le capitalisme sanglant
Margarita Valencia Triana a créé le terme « capitalisme gore » dans son livre éponyme en 2010, en prenant comme référence le gore cinématographique. Son texte est une « analyse transféministe » basée sur ses propres expériences dans la ville de Tijuana. L'idée principale développé par Margarita Valencia Triana est que le capitalisme « se nourrit de sang », que sa logique est la prédation et le meurtre comme formes de travail, en particulier dans les populations précarisées. Selon cette théorie, les entreprises deviennent des « nécro-entreprises », car si elles promettent des profits et du progrès, elles favorisent aussi la montée d'un « prolétariat sanglant ».
Dans cet essai, Margarita Valencia Triana montre également comment la source des violences au Mexique et dans d’autres parties du monde précarisées se trouve au cœur même du projet capitaliste néolibéral et analyse la porosité entre le capitalisme et les mafias. La torture, la violence et la mort sont associées à des marchandises commerciales.
Pour Margarita Valencia Triana, la violence n'est pas seulement un sous-produit du capitalisme, mais une « nouvelle épistémologie » : « un ensemble de relations qui lie notre époque à des pratiques discursives et matérielles issues du néolibéralisme » . Dans l'épistémologie du capitalisme sanglant, la violence a selon la chercheuse un triple rôle : comme outil de marché très efficace ; comme moyen de survie alternative et comme mécanisme d’affirmation de soi masculine.
Margarita Valencia Triana propose, pour s’attaquer au machisme et à l’hyperviolence des hommes, de former une alliance de tous les « devenirs-minoritaires » en vue de construire, avec les outils du transféminisme, de nouvelles masculinités affranchies du pouvoir hétéropatriarcal, et de permettre à toutes les personnes – hommes, femmes, personnes queer – des communautés subalternes de sortir de l’humiliation postcoloniale pour retrouver ensemble une dignité politique.

## Prix et reconnaissances
Margarita Valencia Triana a reçu en 2010, le prix Estado Crítico, pour son analyse exhaustive de la violence du système politique, économique et culturel du Mexique dans son ouvrage Capitalismo gore.
Elle a été retenue pour le programme Erasmus Mundus (Visiting Scholars) en 2019-2020.
Elle a également fait partie du comité de rédaction de la revue académique « Arte y políticas de identidad »  (« Art et politique identitaire »).

## Œuvre

### Poésie
- Jueves Fausto (Ediciones de la Esquina / Anortecer, Tijuana 2004) [11]
- El reverso exacto del texto. (Centaurea Nigra Ediciones, Madrid 2007)

### Essais
- Capitalismo Gore : Control económico, violencia et narcopoder (Melusina, Barcelone, 2010 ; Paidós, 2016)
- Capitalisme Gore, (traduction française de Louise Ibañez-Drillières, Editions Cambourakis, janvier 2023 ) -  (ISBN 978-2-36624-737-4)
- Gore Capitalism (Los Angeles : Semiotext(e) / MIT, 2018)
- Gorekapitalismus (Merve, Leipzig 2021, trad. Carla Hegerl) -  (ISBN 978-3-96273-025-3)

### Roman
- Adrift´s Book (Aristas Martínez, Badajoz, 2012)